# Озерковка
Озерковка (баш. Озерковка) — деревня в Стерлитамакском районе Республики Башкортостан Российской Федерации. Входит в состав Наумовского сельсовета. 

## География

### Географическое положение
Расстояние до:
- районного центра (Стерлитамак): 24 км,
- центра сельсовета (Наумовка): 14 км,
- ближайшей ж/д станции (Стерлитамак): 24 км.

## Население
| 2002 | 2009 | 2010 |
| ---- | ---- | ---- |
| 11   | ↗14  | ↗28  |

Национальный состав
Согласно переписи 2002 года, преобладающая национальность — русские (82 %).